# La Couronne de l'Empire russe
Série Insaisissables
Les Nouvelles Aventures des insaisissables
(1968)
Pour plus de détails, voir Fiche technique et Distribution.
La Couronne de l’Empire russe (Корона Российской империи, или Снова неуловимые, Korona Rossiyskoy Imperii, ili Snova Neulovimye) est un film soviétique réalisé par Edmond Keossaian, sorti en 1971,.
Il s'agit du troisième et dernier volet de la trilogie culte des « Insaisissables », le premier ayant pour titre Les Justiciers insaisissables et le second Les Nouvelles Aventures des insaisissables.

## Fiche technique
- Photographie : Mikhail Ardabievski
- Musique : Yan Frenkel
- Décors : Sovet Agoian, Levan Chengelia, M. Chengelia
- Montage : L. Djanazian